# Melbourne Cricket Ground
Pour les articles homonymes, voir MCG.
Le Melbourne Cricket Ground (MCG) est un stade sportif situé à Yarra Park dans le centre-ville de Melbourne en Australie. Inauguré en 1853, il est depuis cette date le terrain de jeu du Melbourne Cricket Club. Il est le onzième plus grand stade au monde, le plus important en Australie, le deuxième plus grand stade pour jouer au cricket (derrière le stade Narendra Modi à Ahmedabad, en Inde), et détient le record du monde pour la plus haute des tours d'éclairage situées dans un stade sportif. 
Au niveau international, le stade du MCG est surtout connu comme pièce maîtresse des Jeux olympiques d'été de 1956 et des Jeux du Commonwealth de 2006. Le stade, ouvert en plein air, est aussi l'un des plus célèbres stades de cricket, avec des records de fréquentations pour les Boxing Day (en) et les test-matchs de cricket qui y ont lieu chaque année à partir du jour du Boxing Day. Tout au long de l'hiver, il accueille des matchs de football australien : au moins une partie y est disputée chaque semaine et il accueille vers la fin de septembre l'AFL Grand Final, qui le remplit alors à sa capacité maximale. 
Le MCG est à portée de marche du centre-ville et est desservi par les stations ferroviaires de Richmond et de Jolimont gare. Il fait partie de la zone de sports et loisirs de Melbourne.

## Quelques évènements

### En dehors des J.O. et des Jeux du Commonwealth...
Le premier match de cricket est disputé sur le site le 30 septembre 1854. Le football australien y fait ses débuts le 12 juillet 1859. 
Le record d'affluence pour un match de cricket remonte au 11 février 1961 avec 90 800 spectateurs.
En football australien, 121 696 spectateurs assistèrent à la Grand Final du 26 septembre 1970.
Les autres sports accessoirement pratiqués au MCG sont le  football (soccer), le baseball, le rugby à XIII et le rugby à XV.
Le record d'affluence pour le rugby à XIII a été battu lors de la deuxième rencontre e la série des State of Origin 2015 avec 91 513 spectateurs.
Le premier concert musical donné au MCG fut celui de David Cassidy en 1974. Parmi les autres artistes s'y étant produit, on citera David Bowie, Paul McCartney, U2, Madonna (les 26, 27 et 29 novembre 1993 lors de son Girlie Show), The Rolling Stones, Michael Jackson, Elton John (à deux reprises), Billy Joel et The Police (le 26 janvier 2008).
Le 6 octobre 2018 la WWE produit un show spécial diffusé sur le WWE Network, Super Show-Down.
En 2024, la chanteuse américaine Taylor Swift s'y produit pour trois concerts les 16, 17 et 18 février dans le cadre de sa tournée mondiale The Eras Tour.

## Évènements
- Jeux olympiques d'été de 1956
- Coupe du monde féminine de cricket de 1988
- Coupe du monde de cricket de 1992
- Coupe internationale de football australien (Finales : 2002, 2005, 2008, 2011, 20214 et 2017)
- Jeux du Commonwealth de 2006
- Coupe du monde de cricket de 2015

## Parade of Champions

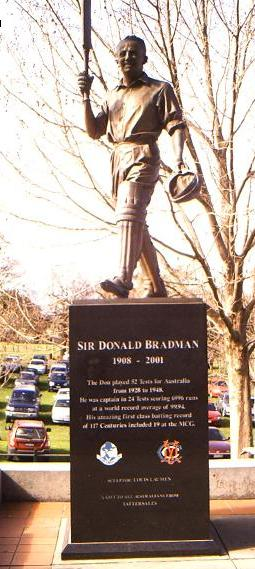
Statue de Don Bradman

Aux abords du stade, des statues de sportifs constituent la Parade of Champions.
- Don Bradman (cricket)
- Keith Miller (cricket)
- Bill Ponsford (cricket)
- Dennis Lillee (cricket)
- Ron Barassi (football australien)
- Dick Reynolds (football australien)
- Leigh Matthews (football australien)
- Haydn Bunton (football australien)
- Betty Cuthbert (athlétisme)
- Shirley Strickland (athlétisme)

## Galerie d'images

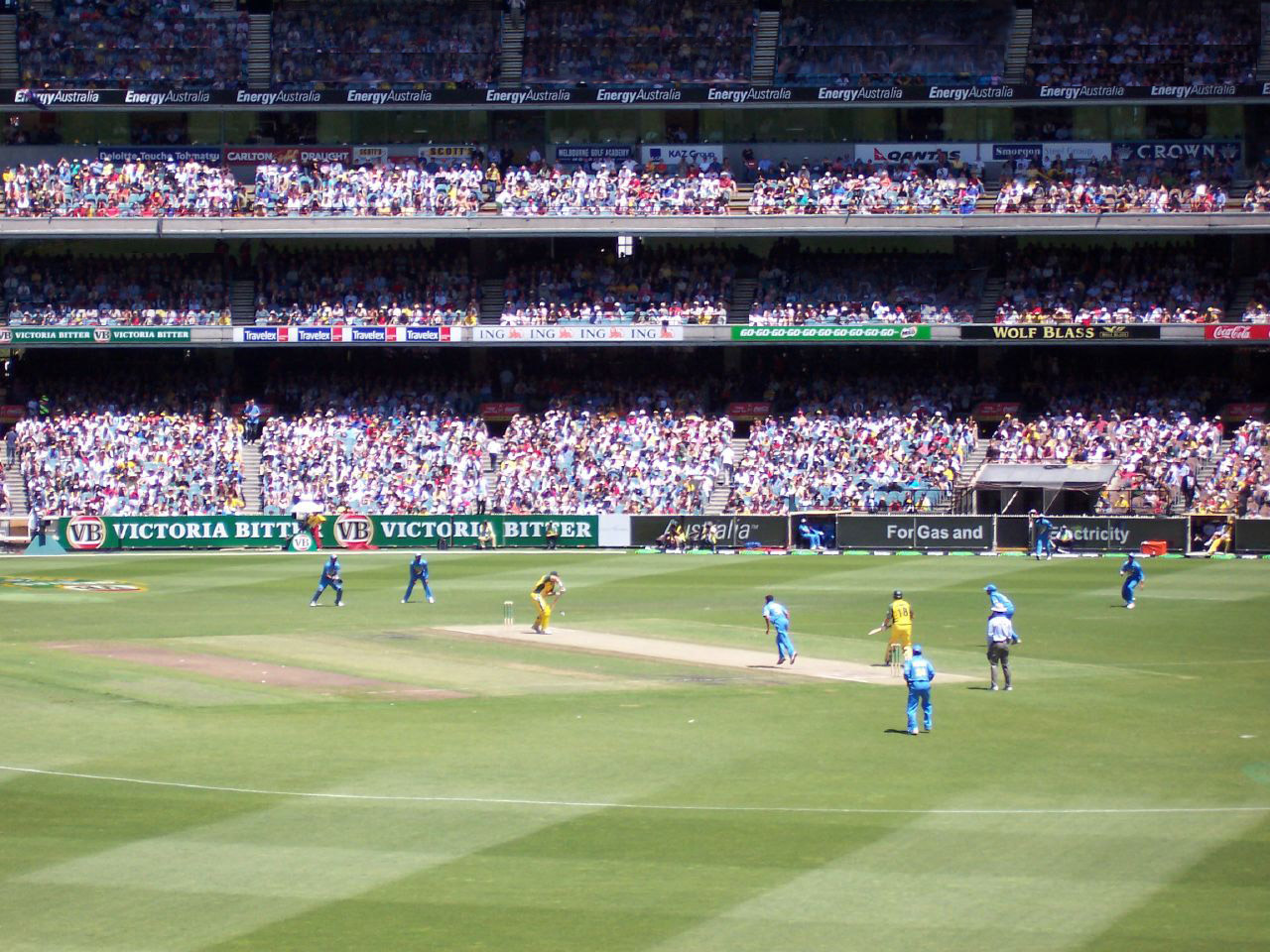
Cricket au MCG
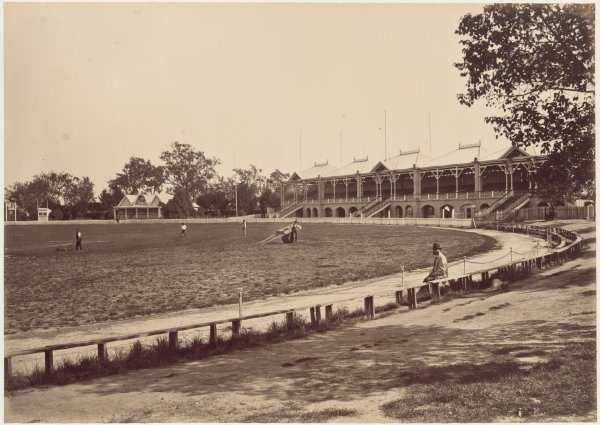
Le MCG en 1878